# ميغورو (طوكيو)
ميغورو (باليابانية:  目黒区 ميغورو-كو) وتعني «حي ميغورو» هو أحد أحياء طوكيو ال 23. يوجد 15 سفارة في حي ميغورو.

## جغرافيا
يقع حي ميغورو في غرب منطقة أحياء طوكيو، محاطاً بأحياء شيبويا، سيتاغايا، شيناغاوا، أوتا.

## تاريخ
تم تأسيس الحي في 15 مارس 1947.

## التعليم

### جامعات ومعاهد
- جامعة طوكيو (حرم كومابا)
- معهد طوكيو للتكنولوجيا

## توأمة
لميغورو (طوكيو) اتفاقيات توأمة مع:
- بكين

## أعلام
- هيروكي إيشي
- ياسوشي أكيموتو
- اوسامو ديزاكي
- تورو إيواتاني
- ريوتا أوتاكي
- تاكاجي موري
- كيدو أوكاموتو
- هيساشي نوزاوا

## مواقع خارجية
- الموقع الرسمي لمدينة ميغورو باللغة الإنجليزية